# Italia - Società di Navigazione

Bandiera della società Italia

Italia – Società di Navigazione (nota anche come Italia Società Anonima di Navigazione, Italia S.p.A.N., Italia di Navigazione SpA ma popolarmente conosciuta come Società Italia o più semplicemente Italia) è stata la compagnia di navigazione di bandiera italiana di maggiore prestigio e leader nel trasporto di passeggeri, di merci e cronologicamente tra le prime grandi compagnie operanti nel nascente scenario internazionale del trasporto intermodale di contenitori via mare. Nell'ambito della navigazione internazionale era nota sotto l'inconfondibile nomenclatura di Italian Line.

## Italia Flotte Riunite
Fondata durante il Fascismo, nel 1932, con il nome di Italia Flotte Riunite, riunì sotto un'unica bandiera le tre principali compagnie di navigazione italiane dell'epoca: la Navigazione Generale Italiana di Palermo, la Lloyd Sabaudo di Torino e la Cosulich di Trieste. La sede della compagnia era situata in Piazza de Ferrari a Genova, ma erano presenti filiali della compagnia anche nelle principali destinazioni, per esempio a New York. La società fu fondata oltre che per varie motivazioni politiche anche per una questione di prestigio internazionale: in effetti Francia, Gran Bretagna e Germania avevano già da tempo un'unica compagnia per le rotte transatlantiche.
Nell'ottobre del 1931 il capo del governo Benito Mussolini, dopo aver preso visione del panorama marittimo internazionale, presiedette un vertice tra i maggiori rappresentanti della navigazione italiana e il direttore della Banca Commerciale Italiana, spiegando l'intenzione del governo di assumere il controllo di varie compagnie attraverso un organo amministrativo centrale, denominato "Società Finanziaria e Industriale Italiana" ed una riorganizzazione delle compagnie armatoriali accentrate sotto un'unica società "Italia – Flotte Riunite" che nacque ufficialmente il 2 gennaio 1932 con un atto del notaio genovese Paolo Cassanello, con un capitale sociale di 720 milioni di lire. La carica di presidente della società venne affidata al Duca degli Abruzzi.

## Italia – Società di Navigazione
Nel 1936, in ambito IRI, all'interno di un progetto statale di riorganizzazione e razionalizzazione dei servizi marittimi di linea, venne costituita la Finmare Società Finanziaria Marittima con il compito di coordinare, indirizzare ed assicurare con i mezzi finanziari più idonei l'attività delle società pubbliche di navigazione Italia di Navigazione, Lloyd Triestino di Navigazione, Adriatica di Navigazione e Tirrenia di Navigazione. La Finmare, che per conto del Ministero del Tesoro, controllava la totale quota azionaria di queste società, nel 1937, acquisì anche la società Libera Triestina di Navigazione della quale, flotta e servizi, furono indirizzati alla Italia di Navigazione ed al Lloyd Triestino dando luogo a quella che fu la costituzione della Flotta di Stato o di Preminente Interesse Nazionale.
La riorganizzazione venne sancita con regio decreto nº 2082 del 7 dicembre 1936 e la gestione delle attività ebbe inizio il 1º gennaio 1937.
Le quattro società in quella data avevano la seguente consistenza:
- Italia di Navigazione di Genova con 48 unità navali per una stazza lorda totale di 463.741 tonnellate;
- Lloyd Triestino di Trieste, con 97 unità navali per una stazza lorda totale di 615.461 tonnellate;
- Adriatica di Venezia, con 41 unità navali per una stazza lorda totale di 138.458 tonnellate;
- Tirrenia di Napoli, con 58 unità navali per una stazza lorda totale di 159.014 tonnellate.

La proprietà della grande flotta era in mano all'azionista unico, il Ministero del Tesoro, che amministrava i propri interessi attraverso la Finmare.

Le navi Rex e Conte di Savoia ormeggiate al porto di Genova negli anni trenta.

Con la nuova riorganizzazione, all'Adriatica di Navigazione furono assegnati i servizi di linea tra i principali porti italiani, i porti del Mediterraneo orientale, del Medio Oriente, del mar Rosso, dell'Africa orientale e del mar Nero. A Tirrenia di Navigazione furono assegnati i servizi di linea tra i principali porti italiani, quelli del Mediterraneo occidentale, Tunisia, Spagna, Portogallo, la linea per il Nord Europa e i collegamenti con Sicilia e Sardegna. All'Italia di Navigazione furono assegnati i servizi transoceanici di linea tra i porti del Mediterraneo e quelli del Nord, Centro e Sudamerica. Al Lloyd Triestino, infine, furono affidati i servizi transoceanici di linea tra i porti del Mediterraneo, dell'Africa, dell'India, dell'Estremo Oriente, dell'Australia e della Nuova Zelanda.
Le navi precedenti alla fondazione della società furono quasi tutte ristrutturate con i colori distintivi della nuova compagnia.
I comandanti e gli ufficiali appartenenti alle società confluite nella nuova compagnia a partire dal 1º gennaio 1937, in ottemperanza ai contenuti del già citato regio decreto, confluirono nei "ruoli separati" della nascente Italia di Navigazione, mentre per i giovani ufficiali assunti di lì in avanti venne istituito il "ruolo unificato" per il personale di Stato maggiore navigante in regolamento organico.

Le navi varate successivamente alla costituzione della società furono caratterizzate dal cosiddetto Italian Style: all'interno arredamenti sontuosi, eleganti saloni, dipinti, quadri, murales di grandi artisti, oggetti di design, cabine lussuose e confortevoli. All'esterno ampi spazi aperti, verande, bar, immensi ponti di passeggiata e piscine. Per entrare nel Mediterraneo infatti le navi italiane dovevano seguire una rotta molto meridionale: perciò le piscine potevano essere usate tutto l'anno anche in pieno Atlantico (a differenza delle navi delle altre compagnie), così come i ponti all'aperto.

Il transatlantico Andrea Doria

Inoltre la compagnia introdusse su larga scala anche novità tecniche, dagli stabilizzatori anti-rollio di tipo dinamico ai provvedimenti per la sicurezza, dall'aria condizionata in tutte le classi ai fumaioli progettati contro il deposito di sostanze inquinanti sui ponti aperti. Le navi italiane godettero sempre di grande fama anche all'estero (in particolare negli Stati Uniti), dove erano sinonimo di raffinatezza, eleganza, stile e professionalità. Le navi italiane furono molto spesso frequentate da personaggi famosi quali attori, scrittori, cantanti e capi di Stato.
Tra le prime navi costruite per l'Italia di Navigazione vi furono la nave Rex, che, al comando del comandante superiore Francesco Tarabotto, vinse l'ambito premio Nastro Azzurro, e la nave Conte di Savoia che, con il comandante superiore Antonio Lena, si affermò tra le più rinomate ed eleganti navi della propria epoca. Quest'ultima fu anche una delle prime navi al mondo dotate di un impianto anti-rollio. Entrambe le navi entrarono in servizio sulla rotta Genova-New York a partire dal 1932, conquistando la simpatia della più raffinata clientela italiana e internazionale e guadagnandosi l'appellativo di Dame del mare.
Dopo la seconda guerra mondiale, la flotta di Stato veniva comunemente anche indicata con la definizione di "Flotta Italiana di Linea" e il soggetto che rappresentava in forma associativa e sindacale l'intero gruppo societario era la Federazione Italiana dell'Armamento di Linea (FEDARLINEA), con sede a Roma.
Al termine del conflitto, la compagnia si trovò con una flotta dimezzata: alcune navi (come Rex e Conte di Savoia) erano andate perdute nel conflitto, altre danneggiate o requisite da altri Paesi. Grazie anche agli aiuti del Piano Marshall, la società Italia poté realizzare piccole navi per il trasporto di emigranti nel Sudamerica, poi la Giulio Cesare e l'Augustus nel 1951 e infine, nel 1952, l'Andrea Doria, vero e proprio simbolo della rinascita italiana del dopoguerra e ammiraglia della flotta.

Il transatlantico Michelangelo

Grazie all'entrata in linea della nuova ammiraglia, l'Italia di Navigazione poté tornare a navigare sulla prestigiosa rotta per New York, riaffermandosi come una delle principali compagnie marittime al mondo. L'anno successivo entrò in servizio la turbonave Cristoforo Colombo, gemella dell'Andrea Doria e destinata alla stessa rotta. La perdita della Doria nel 1956 fu un duro colpo per la compagnia di bandiera: dovette infatti spostare alcune navi dalle rotte per il Sudamerica a quelle per New York per compensare la perdita dell'ammiraglia in attesa di un nuovo transatlantico. Agli inizi di giugno del 1960 al comando del Comandante Superiore CSLC Armando Pinelli, entrò in servizio l'imponente T/n Leonardo da Vinci, il cui affiancamento alla già esistente T/n Cristoforo Colombo riequilibrò il traffico dei passeggeri su quella rotta. Nel 1965 furono varate la T/n Michelangelo e la T/n Raffaello e, con l'entrata in servizio delle due grandi ammiraglie, tutte le navi della compagnia furono pitturate in bianco. Negli anni sessanta la Società Italia serviva sulla prestigiosa linea per New York, su quella per il Brasile e Río de la Plata e quelle per i porti del nord e del sud Pacifico.
Dal 1977 e fino al 1981, con la definitiva chiusura di tutti i servizi di linea passeggeri, su indicazione del Governo, i Ministeri interessati, indirizzarono le TT/NN " Leonardo da Vinci", "Guglielmo Marconi", "Galileo Galilei" ed "AUSONIA" in attività crocieristiche in "joint venture" con alcuni armatori privati denominando la nascente Società con il nome: Italia Crociere Internazionali S.P.A.. Nel contempo, la "Italian Line", riusciva ad affermarsi fortemente nell'ormai avviato sistema intermodale di trasporto di contenitori via mare, con navi altamente competitive sulle storiche linee commerciali della Flotta Italiana di Linea.

## Italia Crociere Internazionali

Bandiera della ICI-Italia Crociere Internazionali

Il Galileo Galilei con i colori della Italia Crociere Internazionali.

Le navi che navigarono sotto la neo-costituita società mista Italia Crociere Internazionali furono le turbonavi Leonardo da Vinci, Guglielmo Marconi, Galileo Galilei e Ausonia.
La Leonardo da Vinci fu distrutta da un incendio nel 1980 mentre, in disarmo e in attesa di essere venduta, era ancorata in rada a La Spezia. A seguito dei gravi danni subiti, fu demolita nei cantieri navali di Muggiano.
Il tentativo I.C.I. ebbe fine intorno al 1981: le navi furono lasciate nelle mani dei partner della Società Italia che avevano partecipato alla joint venture, continuando a navigare per molti anni ancora. La Marconi, quindi, entrò nella flotta di Costa Crociere come Costa Riviera, la Galilei con la greca Celebrity Cruises come Meridian e l'Ausonia con la italiana Grimaldi mantenendo il proprio nome sino al 1997, anno nel quale fu venduta ad una società maltese, poi demolita nel 2010 ad Alang.

## Epilogo
La società Italia, di proprietà del governo italiano, continuò ad operare nel trasporto intermodale di contenitori sino al 1998, quando è stata venduta ad una Società di Navigazione privata con sede legale a Palermo in osservanza alle direttive europee che non ammettevano che gli Stati membri della costituenda "Unione Europea" svolgessero attività armatoriali e gestissero direttamente servizi commerciali nell'ambito del trasporto marittimo. Le ultime navi portacontainer che navigarono per la società di navigazione furono Da Mosto, Pancaldo, D'Albertis, Americana, Italica, Cristoforo Colombo, Amerigo Vespucci, S. Caboto, California, Orinoco e Aquitania. Nell'agosto 2002 è stata acquisita da CP Ships e nel 2005 il nome Italian Line ha cessato di esistere seguendo la strategia monomarca di CP Ships. La stessa CP Ships è stata acquisita alla fine del 2005 da TUI AG e si è fusa con Hapag-Lloyd a metà del 2006.
Nel 2011 anche la Tirrenia di Navigazione, dopo varie ristrutturazioni che l'avevano messa sotto il controllo della Fintecna, una società finanziaria controllata al 100% dal Ministero dell'Economia, veniva ceduta ad un gruppo privato diventando Tirrenia – Compagnia Italiana di Navigazione.

## Flotta
La tabella seguente presenta in ordine cronologico le navi che prestarono servizio per la società Italia.
Non sono comprese le unità noleggiate per brevi periodi e le unità catturate alla Francia e assegnate alla società Italia durante la seconda guerra mondiale.
| Classe               | Nome                               | Immagine | Tipo                    | Stazza (t.s.l.) | Varo                                            | Anni di servizio per "Italia"                                                                                           | Cantiere                                            | Note |               |        |  |                      |        |      |             |                          |                                                                              |
| -------------------- | ---------------------------------- | -------- | ----------------------- | --------------- | ----------------------------------------------- | --- | --------------------------------------------------- | --- | ------------- | ------ |  | -------------------- | ------ | ---- | ----------- | ------------------------ | ---------------------------------------------------------------------------- |
| Classe               | Nome                               | Immagine | Tipo                    | Stazza (t.s.l.) | Varo                                            | Anni di servizio per "Italia"                                                                                           | Cantiere                                            | Note | Giulio Cesare | Duilio |  | Piroscafo passeggeri | 23 636 | 1916 | 1932 - 1936 | Ansaldo (Sestri Ponente) | Confluita da N.G.I.. Trasferita al Lloyd Triestino, venne demolita nel 1948. |
| Giulio Cesare (I)    |                                    | 21 848   | 1920                    | 1932 - 1936     | Swan Hunter & Wigham Richardson, Ltd (Wallsend) | Confluita da N.G.I.. Trasferita al Lloyd Triestino, venne affondata nel Vallone di Zaule (Trieste) l'11 settembre 1944. |                                                     | | Giulio Cesare |        |  | Piroscafo passeggeri |        |      |             |                          |                                                                              |
| War Type G1          | Caprera                            |          | Piroscafo merci         | 7 874           | 1917                                            | 1932 | Union Iron Works (Alameda)                          | Confluita da N.G.I.. Incagliata e abbandonata nella Baia di Guanabara (Brasile) nel 1932, comprata da armatori brasiliani, rimessa a galla e rimasta in cantiere fino al 1941, rimessa in servizio, silurata e affondata dal sommergibile U-155 il 7 marzo 1942.                                                                                               |               |        |  |                      |        |      |             |                          |                                                                              |
| -                    | Colombo                            |          | Piroscafo passeggeri    | 12 307          | 1917                                            | 1932 - 1936 | Palmer S.& E. Co. Ld. (Jarrow)                      | Confluita da N.G.I.. Trasferita al Lloyd Triestino. Venne autoaffondata dall'equipaggio a Massaua (Eritrea) l'8 aprile 1941. |               |        |  |                      |        |      |             |                          |                                                                              |
| War Type B           | Carignano                          |          | Piroscafo merci         | 5 272           | 1918                                            | 1932 | Ropner & Sons Ltd, (Stockton on Tees)               | Confluita dal Lloyd Sabaudo, non entrò mai in servizio per la società Italia. Noleggiata e poi trasferita al Lloyd Triestino, venne bombardata e affondata a Manila (Filippine) nel 1944. |               |        |  |                      |        |      |             |                          |                                                                              |
| War Type B           | Moncalieri                         |          | Piroscafo merci         | 5 359           | 1918                                            | 1932 | Craig, Taylor & Co Ltd (Stockton on Tees)           | Confluita dal Lloyd Sabaudo, non entrò mai in servizio per la società Italia. Noleggiata e poi trasferita al Lloyd Triestino, venne autoaffondata dall'equipaggio a Massaua (Eritrea) il 4 aprile 1941. |               |        |  |                      |        |      |             |                          |                                                                              |
| Conte Rosso          | Conte Rosso                        |          | Piroscafo passeggeri    | 18 017          | 1921                                            | 1932 | William Beardmore & Co. (Glasgow)                   | Confluita dal Lloyd Sabaudo, non entrò mai in servizio per la società Italia. Noleggiata e poi trasferita al Lloyd Triestino, venne silurata e affondata dalla HMS Upholder (P37) il 24 maggio 1941 al largo della Sicilia. |               |        |  |                      |        |      |             |                          |                                                                              |
| Conte Rosso          | Conte Verde                        |          | Piroscafo passeggeri    | 18 765          | 1923                                            | 1932 | William Beardmore & Co. (Glasgow)                   | Confluita dal Lloyd Sabaudo, non entrò mai in servizio per la società Italia. Noleggiata e poi trasferita al Lloyd Triestino, venne autoaffondata dall'equipaggio a Shanghai (Cina) nel 1943, rimessa a galla dai giapponesi e rimorchiata fino a Maizuru (Giappone), colpita dai un raid alleato nel 1945, demolita nel 1949                                  |               |        |  |                      |        |      |             |                          |                                                                              |
| Principessa Giovanna | Principessa Giovanna / San Giorgio |          | Piroscafo passeggeri    | 8 856           | 1923                                            | 1932 - 1943 1947 - 1952                                                                                                 | Tosi (Taranto)                                      | Confluita dal Lloyd Sabaudo. Trasferita al Lloyd Triestino, venne demolita nel 1953 |               |        |  |                      |        |      |             |                          |                                                                              |
| Principessa Giovanna | Principessa Maria                  |          | Piroscafo passeggeri    | 8 856           | 1923                                            | 1932 - 1940 | Tosi (Taranto)                                      | Confluita dal Lloyd Sabaudo. Internata a Buenos Aires, nel giugno 1940 fu catturata dal Governo argentino e venduta ad armatori argentini. Distrutta da un incendio e inabissata un miglio al largo di Acapulco (Messico) nel 1944. |               |        |  |                      |        |      |             |                          |                                                                              |
| Esquilino            | Esquilino                          |          | Motonave mista          | 8 657           | 1925                                            | 1932 - 1940 | San Rocco (Trieste)                                 | Proveniente dal Lloyd Triestino. Catturata dagli inglesi nel 1940 e demolita nel 1946. |               |        |  |                      |        |      |             |                          |                                                                              |
| Esquilino            | Viminale                           |          | Motonave mista          | 8 657           | 1925                                            | 1932 - 1943 | San Rocco (Trieste)                                 | Proveniente dal Lloyd Triestino. Silurata e affondata il 25 luglio 1943 a sud di Capo Vaticano. |               |        |  |                      |        |      |             |                          |                                                                              |
| -                    | Sangro                             |          | Piroscafo cisterna      | 6 466           | 1925                                            | 1932 - 1941 | Cantieri ed Officine Meridionali (Baia)             | Confluita da N.G.I.. Intercettata e catturata dagli inglesi nel 1941. Silurata ed affondata dal sommergibile U-97 il 6 maggio 1941. |               |        |  |                      |        |      |             |                          |                                                                              |
| Conte Biancamano     | Conte Biancamano                   |          | Piroscafo passeggeri    | 24 416          | 1925                                            | 1932 - 1960 | William Beardmore & Co. (Glasgow)                   | Confluita da N.G.I.. Radiata nel 1960; durante la demolizione a La Spezia nel 1961, il ponte di comando, alcune cabine di prima classe e il salone delle feste vennero smontati e trasportati a Milano per essere rimontati in un padiglione apposito, completato nel 1964, presso il Museo nazionale della scienza e della tecnologia Leonardo da Vinci       |               |        |  |                      |        |      |             |                          |                                                                              |
| Conte Biancamano     | Conte Grande                       |          | Piroscafo passeggeri    | 25 660          | 1927                                            | 1932 - 1940 1947 - 1961                                                                                                 | Stabilimento Tecnico Triestino (Trieste)            | Confluita dal Lloyd Sabaudo. Internata a Santos (Brasile) fu catturata dal Governo brasiliano e venduta agli USA. Restituita all'Italia nel 1947, venne demolita nel 1961. |               |        |  |                      |        |      |             |                          |                                                                              |
| Roma                 | Roma                               |          | Piroscafo passeggeri    | 32 583          | 1926                                            | 1932 - 1939 | Ansaldo (Sestri Ponente)                            | Confluita da N.G.I.. Trasformata nella portaerei Aquila e demolita a La Spezia nel 1952. |               |        |  |                      |        |      |             |                          |                                                                              |
| Roma                 | Augustus (I)                       |          | Piroscafo passeggeri    | 32 650          | 1927                                            | 1932 - 1939 | Ansaldo (Sestri Ponente)                            | Confluita da N.G.I.. Trasformata nella portaerei Sparviero e poi demolita nel 1951. |               |        |  |                      |        |      |             |                          |                                                                              |
| Romolo               | Romolo                             |          | Motonave mista          | 9 780           | 1926                                            | 1932 - 1936 | Stabilimento Tecnico Triestino (Trieste)            | Proveniente dal Lloyd Triestino. Nuovamente trasferita al Lloyd Triestino, venne incendiata e autoaffondata dall'equipaggio nel 1940. |               |        |  |                      |        |      |             |                          |                                                                              |
| Romolo               | Remo                               |          | Motonave mista          | 9 780           | 1926                                            | 1932 - 1936 | Stabilimento Tecnico Triestino (Trieste)            | Proveniente dal Lloyd Triestino. Nuovamente trasferita al Lloyd Triestino, venne demolita nel 1959. |               |        |  |                      |        |      |             |                          |                                                                              |
| Orazio               | Orazio                             |          | Motonave mista          | 11 669          | 1927                                            | 1932 - 1940 | Cantieri ed Officine Meridionali (Baia)             | Confluita da N.G.I.. Distrutta da un incendio e inabissata al largo di Tolone (Francia), il 22 gennaio 1940. |               |        |  |                      |        |      |             |                          |                                                                              |
| Orazio               | Virgilio                           |          | Motonave mista          | 11 718          | 1928                                            | 1932 - 1943 | Stabilimento Tecnico Triestino (Trieste)            | Confluita da N.G.I.. Catturata dai tedeschi all’armistizio, messa fuori uso dal sommergibile HMS Uproar (P31) il 6 dicembre 1943, affondata durante bombardamento aereo alleato l’11 marzo 1944, recuperata ed autodistrutta il 27 luglio 1944, demolita nel 1958.                                                                                             |               |        |  |                      |        |      |             |                          |                                                                              |
| -                    | Rex                                |          | Piroscafo passeggeri    | 51 062          | 1931                                            | 1932 - 1944 | Ansaldo (Sestri Ponente)                            | Prima nave di nuova costruzione a entrare in servizio per la società Italia. Unica nave italiana a detenere il prestigioso Nastro Azzurro dal 1933 al 1935; Affondata nella rada di Trieste l'8 settembre 1944 e successivamente demolita sul posto fra il 1947 ed il 1958.                                                                                    |               |        |  |                      |        |      |             |                          |                                                                              |
| -                    | Conte di Savoia                    |          | Piroscafo passeggeri    | 48 502          | 1931                                            | 1932 - 1943 | Cantieri Riuniti dell'Adriatico (Trieste)           | Affondata dalla Royal Air Force l'11 settembre 1943 nella laguna di Venezia. Rimessa a galla nel 1945, fu smantellata nel 1950 a Monfalcone |               |        |  |                      |        |      |             |                          |                                                                              |
| -                    | Umbria                             |          | Piroscafo misto         | 10 075          | 1911                                            | 1935 - 1936 | Reiherstiegwerft (Amburgo)                          | Ex Bahia Blanca. Non prestò mai servizio di linea e fu sempre dedicata a incarichi di Stato. Trasferita al Lloyd Triestino, venne autoaffondata dall'equipaggio il 10 giugno 1940. |               |        |  |                      |        |      |             |                          |                                                                              |
| Melita               | Liguria                            |          | Piroscafo misto         | 15 354          | 1917                                            | 1935 - 1936 | Barclay, Curle & Co. Ltd. (Glasgow)                 | Ex Melita. Non prestò mai servizio di linea e fu sempre dedicata a incarichi di Stato. Trasferita al Lloyd Triestino, venne autoaffondata dall'equipaggio il 22 gennaio 1941. Rimessa a galla nel 1950, fu smantellata a Savona. |               |        |  |                      |        |      |             |                          |                                                                              |
| Melita               | Piemonte                           |          | Piroscafo misto         | 15 209          | 1917                                            | 1935 - 1936 | Barclay, Curle & Co. Ltd. (Glasgow)                 | Ex Minnedosa. Non prestò mai servizio di linea e fu sempre dedicata a incarichi di Stato. Trasferita al Lloyd Triestino, venne bombardata e parzialmente affondata a Messina nel 1944. Rimessa a galla nel 1949, fu smantellata a La Spezia. |               |        |  |                      |        |      |             |                          |                                                                              |
| -                    | Lombardia                          |          | Piroscafo passeggeri    | 20 006          | 1914                                            | 1935 - 1936 | AG Weser (Brema)                                    | Ex Resolute. Non prestò mai servizio di linea e fu sempre dedicata a incarichi di Stato. Trasferita al Lloyd Triestino, venne bombardata e semiaffondata a Napoli nel 1943. Rimessa a galla nel 1947, fu smantellata a La Spezia. |               |        |  |                      |        |      |             |                          |                                                                              |
| -                    | Sannio                             |          | Piroscafo merci         | 9 834           | 1920                                            | 1935 - 1936 | Bremer Vulkan (Vegesack)                            | Ex General Mitre. Non prestò mai servizio di linea e fu sempre dedicata a incarichi di Stato. Trasferita al Lloyd Triestino, venne autoaffondata dall'equipaggio ad Assab (Eritrea) nell’aprile 1941. Rimessa a galla nel 1950, fu smantellata a Genova. |               |        |  |                      |        |      |             |                          |                                                                              |
| Weser                | Calabria                           |          | Piroscafo misto         | 9 515           | 1922                                            | 1935 - 1936 | AG Weser (Brema)                                    | Ex Werra. Non prestò mai servizio di linea e fu sempre dedicata a incarichi di Stato. Trasferita al Lloyd Triestino. Silurata e affondata dal sommergibile U-103 l'8 dicembre 1940. |               |        |  |                      |        |      |             |                          |                                                                              |
| Weser                | Toscana                            |          | Piroscafo misto         | 9 515           | 1923                                            | 1935 - 1936 | AG Weser (Brema)                                    | Ex Saarbrucken. Non prestò mai servizio di linea e fu sempre dedicata a incarichi di Stato. Trasferita al Lloyd Triestino, venne demolita nel 1962. |               |        |  |                      |        |      |             |                          |                                                                              |
| Weser                | Sicilia                            |          | Piroscafo misto         | 9 646           | 1924                                            | 1935 - 1936 | AG Weser (Brema)                                    | Ex Coblenz. Non prestò mai servizio di linea e fu sempre dedicata a incarichi di Stato. Trasferita al Lloyd Triestino, venne bombardata e parzialmente affondata a Napoli nel 1943. Rimessa a galla nel dopoguerra e demolita. |               |        |  |                      |        |      |             |                          |                                                                              |
| -                    | Sardegna                           |          | Piroscafo misto         | 11 452          | 1923                                            | 1935 - 1936 | Bremer Vulkan (Vegesack)                            | Ex Sierra Ventana. Non prestò mai servizio di linea e fu sempre dedicata a incarichi di Stato. Trasferita al Lloyd Triestino. Silurata e affondata dal sommergibile greco Proteus il 29 dicembre 1940. |               |        |  |                      |        |      |             |                          |                                                                              |
| -                    | Atlanta                            |          | Piroscafo merci         | 4 897           | 1908                                            | 1936 - 1943 | Russell & Co. (Port Glasgow)                        | Confluita dalla Cosulich. Catturata dai tedeschi nel 1943, venne bombardata e affondata al largo di Egersund (Norvegia) il 12 gennaio 1945. |               |        |  |                      |        |      |             |                          |                                                                              |
| -                    | Belvedere                          |          | Piroscafo misto         | 7 166           | 1913                                            | 1936 - 1940 | Cantiere Navale Triestino (Monfalcone)              | Confluita dalla Cosulich. Internata a Filadelfia, nel 1941 fu catturata dal Governo USA e venduta ad armatori statunitensi. Venne affondata in Normandia nel 1944 e usata come frangiflutti. |               |        |  |                      |        |      |             |                          |                                                                              |
| -                    | Pronta                             |          | Piroscafo rimorchiatore | 182             | 1913                                            | 1936 - 1942 | Cantiere Navale Triestino (Monfalcone)              | Confluita dalla Cosulich. Silurata e affondata dall'HMS Umbra nel 1942. |               |        |  |                      |        |      |             |                          |                                                                              |
| Arsa                 | Arsa                               |          | Piroscafo merci         | 5 441           | 1921                                            | 1936 - 1940 | Stabilimento Tecnico Triestino (Trieste)            | Confluita dalla Navigazione Libera Triestina. Internata a New York, nel 1941 fu catturata dal Governo USA e venduta ad armatori statunitensi. Venne silurata e affondata al largo dell'Irlanda nel 1942. |               |        |  |                      |        |      |             |                          |                                                                              |
| Arsa                 | Recca                              |          | Piroscafo merci         | 5 441           | 1921                                            | 1936 - 1940 | Stabilimento Tecnico Triestino (Trieste)            | Confluita dalla Navigazione Libera Triestina. Internata a L'Havana, venne catturata nel 1941 dal governo cubano. Venne silurata e affondata dal sommergibile U-129 il 4 dicembre 1943. |               |        |  |                      |        |      |             |                          |                                                                              |
| Arsa                 | Istria                             |          | Piroscafo merci         | 5 441           | 1921                                            | 1936 - 1940 | Stabilimento Tecnico Triestino (Trieste)            | Confluita dalla Navigazione Libera Triestina. Requisita nel 1940 dalla Regia Marina, venne silurata e affondata il 27 agosto 1942. |               |        |  |                      |        |      |             |                          |                                                                              |
| Aussa                | Aussa                              |          | Piroscafo merci         | 5 441           | 1921                                            | 1936 - 1940 | San Rocco (Trieste)                                 | Confluita dalla Navigazione Libera Triestina. Internata a New York, nel 1941 fu catturata dal Governo USA e venduta ad armatori statunitensi. Venne silurata e affondata al largo dell'Isola degli Orsi (Norvegia) il 13 settembre 1942. |               |        |  |                      |        |      |             |                          |                                                                              |
| Aussa                | Livenza                            |          | Piroscafo merci         | 5 828           | 1922                                            | 1936 - 1943 | Stabilimento Tecnico Triestino (Trieste)            | Confluita dalla Navigazione Libera Triestina. Catturata dai tedeschi all’armistizio, venne affondata dalla Royal Air Force al largo di Creta nel 1944. |               |        |  |                      |        |      |             |                          |                                                                              |
| Aussa                | Isarco                             |          | Piroscafo merci         | 5 915           | 1924                                            | 1936 - 1941 | Stabilimento Tecnico Triestino (Trieste)            | Confluita dalla Navigazione Libera Triestina. Silurata e affondata dal sommergibile olandese O.21 al largo di Ischia. |               |        |  |                      |        |      |             |                          |                                                                              |
| Lucia                | Lucia C                            |          | Piroscafo merci         | 6 126           | 1921                                            | 1936 - 1940 | Cantiere Navale Triestino (Monfalcone)              | Confluita dalla Cosulich. Internata a Vigo (Spagna). Distrutta da un incendio e incagliata a Bari nel 1945. Rimessa a galla nel dopoguerra e demolita. |               |        |  |                      |        |      |             |                          |                                                                              |
| Lucia                | Teresa                             |          | Piroscafo merci         | 6 131           | 1922                                            | 1936 - 1940 | Cantiere Navale Triestino (Monfalcone)              | Confluita dalla Cosulich. Catturata dal governo brasiliano e venduta al Lloyd Brasileiro. Demolita nel 1966. |               |        |  |                      |        |      |             |                          |                                                                              |
| Lucia                | Alberta                            |          | Piroscafo merci         | 6 131           | 1922                                            | 1936 - 1940 | Cantiere Navale Triestino (Monfalcone)              | Confluita dalla Cosulich. Internata a New York, nel 1941 fu catturata dal Governo USA. Affondata nel 1943. |               |        |  |                      |        |      |             |                          |                                                                              |
| Lucia                | Clara                              |          | Piroscafo merci         | 6 131           | 1922                                            | 1936 - 1940 | Cantiere Navale Triestino (Monfalcone)              | Confluita dalla Cosulich. Internata a Savannah, nel 1941 fu catturata dal Governo USA e venduta ad armatori statunitensi. Venne silurata e affondata nel 1942. |               |        |  |                      |        |      |             |                          |                                                                              |
| Lucia                | Ida                                |          | Piroscafo merci         | 6 131           | 1922                                            | 1936 - 1943 | Cantiere Navale Triestino (Monfalcone)              | Confluita dalla Cosulich. Catturata dai tedeschi all’armistizio, si inabissò per urto accidentale contro un relitto al largo dello Jutland nel 1944. |               |        |  |                      |        |      |             |                          |                                                                              |
| Lucia                | Laura C                            |          | Piroscafo merci         | 6 181           | 1923                                            | 1936 - 1940 | Cantiere Navale Triestino (Monfalcone)              | Confluita dalla Cosulich. Requisita nel 1940 dalla Regia Marina, silurata e affondata dall'HMS Upholder nel 1941. |               |        |  |                      |        |      |             |                          |                                                                              |
| -                    | Dora C                             |          | Piroscafo cisterna      | 5 858           | 1922                                            | 1936 - 1950 | Cantiere Navale Triestino (Monfalcone)              | Confluita dalla Cosulich. Demolita nel 1950. |               |        |  |                      |        |      |             |                          |                                                                              |
| -                    | Giulia                             |          |                         | 5 921           | 1925                                            | 1936 - 1940 | Cantiere Navale Triestino (Monfalcone)              | Confluita dalla Cosulich. Requisita nel 1940 dalla Regia Marina, venne affondata a Brindisi nel 1943 |               |        |  |                      |        |      |             |                          |                                                                              |
| -                    | Maria                              |          |                         | 6 339           | 1926                                            | 1936 - 1940 | Cantiere Navale Triestino (Monfalcone)              | Confluita dalla Cosulich. Requisita nel 1940 dalla Regia Marina, affondata dalla Royal Navy al largo di Bengasi (Libia) nel 1941. |               |        |  |                      |        |      |             |                          |                                                                              |
| -                    | Leme                               |          | Motonave mista          | 8 123           | 1925                                            | 1936-1940 1948-1960 | Cantiere Navale Triestino (Monfalcone)              | Confluita dalla Navigazione Libera Triestina. Internata nel 1940 a Portland, nel 1941 fu catturata dal Governo USA e venduta ad armatori statunitensi. Restituita all'Italia nel 1948, venne demolita nel 1961. |               |        |  |                      |        |      |             |                          |                                                                              |
| Fella                | Fella                              |          | Motonave mista          | 6 072           | 1926                                            | 1936 - 1941 | Stabilimento Tecnico Triestino (Trieste)            | Confluita dalla Navigazione Libera Triestina. Internata nel 1940 in Costa Rica, fu autoaffondata dall'equipaggio nel 1941. |               |        |  |                      |        |      |             |                          |                                                                              |
| Fella                | Rialto                             |          | Motonave mista          | 6 093           | 1926                                            | 1936 - 1940 | Cantiere Navale Triestino (Monfalcone)              | Confluita dalla Navigazione Libera Triestina. Requisita nel 1940 dalla Regia Marina. Silurata e affondata dalla Royal Air Force nel 1941 al largo della Libia. |               |        |  |                      |        |      |             |                          |                                                                              |
| Fella                | Cellina                            |          | Motonave mista          | 6 086           | 1930                                            | 1936 - 1940 | Stabilimento Tecnico Triestino (Trieste)            | Confluita dalla Navigazione Libera Triestina. Internata a Gibilterra, catturata dai britannici nel 1940. Silurata e affondata nel 1942 al largo di Capo Race. |               |        |  |                      |        |      |             |                          |                                                                              |
| Fella                | Feltre                             |          | Motonave mista          | 6 101           | 1927                                            | 1936 - 1937 | Stabilimento Tecnico Triestino (Trieste)            | Confluita dalla Navigazione Libera Triestina. Speronata e abbandonata sul fiume Columbia nel 1937, rimessa a galla da una società statunitense, rimessa in servizio, Esplosa e inabissata nel 1942 a Yakutat, Alaska. |               |        |  |                      |        |      |             |                          |                                                                              |
| Vulcania             | Vulcania                           |          | Motonave passeggeri     | 23 970          | 1926                                            | 1936–1940 1947–1965 | Cantiere Navale Triestino (Monfalcone)              | Confluita dalla Cosulich. Demolita nel 1973 a Kaohsiung (Taiwan) |               |        |  |                      |        |      |             |                          |                                                                              |
| Vulcania             | Saturnia                           |          | Motonave passeggeri     | 23 970          | 1927                                            | 1936–1940 1946–1965 | Cantiere Navale Triestino (Monfalcone)              | Confluita dalla Cosulich. Demolita nel 1965 |               |        |  |                      |        |      |             |                          |                                                                              |
| Barbarigo            | Barbarigo                          |          | Motonave merci          | 5 293           | 1930                                            | 1936 - 1940 | Cantiere Navale Triestino (Monfalcone)              | Confluita dalla Veneziana di Navigazione. Requisita nel 1940 dalla Regia Marina. Affondata dal sommergibile P 33 il 14 luglio 1941. |               |        |  |                      |        |      |             |                          |                                                                              |
| Barbarigo            | Birmania                           |          | Motonave merci          | 5 305           | 1930                                            | 1936 - 1940 | Cantiere Navale Triestino (Monfalcone)              | Confluita dalla Veneziana di Navigazione. Requisita nel 1940 dalla Regia Marina. Esplosa e inabissata nel porto di Tripoli il 3 maggio 1941. |               |        |  |                      |        |      |             |                          |                                                                              |
| Neptunia             | Neptunia                           |          | Motonave passeggeri     | 19 475          | 1930                                            | 1936 - 1941 | Cantieri Riuniti dell'Adriatico (Trieste)           | Confluita dalla Cosulich. Silurata e affondata dall'HMS Upholder il 18 settembre 1941. |               |        |  |                      |        |      |             |                          |                                                                              |
| Neptunia             | Oceania                            |          | Motonave passeggeri     | 19 475          | 1930                                            | 1936 - 1941 | Cantieri Riuniti dell'Adriatico (Trieste)           | Confluita dalla Cosulich. Silurata e affondata dall'HMS Upholder il 18 settembre 1941. |               |        |  |                      |        |      |             |                          |                                                                              |
| -                    | Sabaudia                           |          | Motonave passeggeri     | 29 307          | 1938                                            | 1941 | Cantieri Riuniti dell'Adriatico (Monfalcone)        | Varata come Stockholm per la Swedish American Line, venne distrutta da un terribile incendio, che impedì la consegna. Dopo un totale restauro, viene varata nuovamente nel 1940 e nel 1941 affidata alla società Italia, ma a causa della guerra non entrò mai in servizio. Rimasta internata a Muggia, venne bombardata e affondata definitivamente nel 1944. |               |        |  |                      |        |      |             |                          |                                                                              |
| -                    | Mario Roselli                      |          | Motonave merci          | 6 835           | 1941                                            | 1942 - 1943 | Cantieri Riuniti dell'Adriatico (Monfalcone)        | Catturata dai tedeschi all’armistizio, venne bombardata e affondata a Corfù. Rimessa a galla, riparata e consegnata nel 1952 a Italnavi. Demolita nel 1972. |               |        |  |                      |        |      |             |                          |                                                                              |
| -                    | Antonio Zotti                      |          | Motocisterna            | 6 200           | 1944                                            | 1947 - 1955 | Cantieri Riuniti dell'Adriatico (Monfalcone)        | Affondata nel 1944 ancora in cantiere. Rimessa a galla nel 1946, completata e consegnata nel 1947. Venduta alla Etna Soc. di Nav. nel 1955. Demolita nel 1977. |               |        |  |                      |        |      |             |                          |                                                                              |
| Navigatori           | Amerigo Vespucci                   |          | Motonave merci          | 9 774           | 1942                                            | 1949 - 1963 | Ansaldo (Sestri Ponente)                            | Varata come Giuseppe Majorana, venne catturata nel 1944 dai Tedeschi ancora in costruzione. Affondata, venne rimessa a galla e completata come Amerigo Vespucci dopo la guerra. Trasferita al Lloyd Triestino nel 1963. Demolita nel 1978. |               |        |  |                      |        |      |             |                          |                                                                              |
| Navigatori           | Antoniotto Usodimare               |          | Motonave merci          | 9 714           | 1942                                            | 1949 - 1963 | Ansaldo (Sestri Ponente)                            | Varata come Vittorio Moccagatta, venne catturata nel 1944 dai Tedeschi ancora in costruzione. Bombardata e affondata a La Spezia, venne rimessa a galla e completata come Antoniotto Usodimare dopo la guerra. Trasferita al Lloyd Triestino nel 1963. Demolita nel 1978.                                                                                      |               |        |  |                      |        |      |             |                          |                                                                              |
| Navigatori           | Marco Polo                         |          | Motonave merci          | 8 949           | 1942                                            | 1948 - 1963 | Ansaldo (Sestri Ponente)                            | Varata come Niccolò Giani, venne autoaffondata nel 1944 ancora in cantiere. Venne rimessa a galla e completata come Marco Polo dopo la guerra. Trasferita al Lloyd Triestino nel 1963. Demolita nel 1978. |               |        |  |                      |        |      |             |                          |                                                                              |
| Navigatori           | Ugolino Vivaldi                    |          | Motonave merci          | 8 582           | 1944                                            | 1947 - 1952 | Ansaldo (Sestri Ponente)                            | Varata come Ferruccio Bonapace, completata come Ugolino Vivaldi dopo la guerra. Trasferita al Lloyd Triestino nel 1963. Demolita nel 1978. |               |        |  |                      |        |      |             |                          |                                                                              |
| Navigatori           | Sebastiano Caboto                  |          | Motonave merci          | 8 600           | 1944                                            | 1947 - 1963 | Ansaldo (Sestri Ponente)                            | Varata come Mario Visentin, completata come Sebastiano Caboto dopo la guerra. Trasferita al Lloyd Triestino nel 1963. Demolita nel 1978. |               |        |  |                      |        |      |             |                          |                                                                              |
| Navigatori           | Paolo Toscanelli                   |          | Motonave merci          | 9 004           | 1947                                            | 1949 - 1963 | Ansaldo (Sestri Ponente)                            | Trasferita al Lloyd Triestino nel 1963. Demolita nel 1973. |               |        |  |                      |        |      |             |                          |                                                                              |
| -                    | Santa Cruz                         |          | Piroscafo passeggeri    | 16 111          | 1903                                            | 1947 - 1952 | New York Shipbuilding Corporation (Camden)          | Noleggiata per soddisfare l'elevata richiesta di trasporto emigranti verso il Sud America. Demolita nel 1952. |               |        |  |                      |        |      |             |                          |                                                                              |
| Liberty              | Etna                               |          | Piroscafo merci         | 7 183           | 1944                                            | 1947 - 1962 | Permanente Metals Corporation (Richmond)            | Ex Juan Pablo Duarte. Demolita nel 1963. |               |        |  |                      |        |      |             |                          |                                                                              |
| Liberty              | Nereide                            |          | Piroscafo merci         | 7 180           | 1943                                            | 1947 - 1973 | Permanente Metals Corporation (Richmond)            | Ex Norman Hapgood. Demolita nel 1973. |               |        |  |                      |        |      |             |                          |                                                                              |
| Liberty              | Stromboli                          |          | Piroscafo merci         | 7 154           | 1944                                            | 1947 - 1973 | Permanente Metals Corporation (Richmond)            | Ex Morgan Robertson. Demolita nel 1973. |               |        |  |                      |        |      |             |                          |                                                                              |
| Liberty              | Tritone                            |          | Piroscafo merci         | 7 165           | 1944                                            | 1947 - 1973 | Permanente Metals Corporation (Richmond)            | Ex Alexander Majors. Demolita nel 1973. |               |        |  |                      |        |      |             |                          |                                                                              |
| Liberty              | Vesuvio                            |          | Piroscafo merci         | 7 170           | 1944                                            | 1947 - 1973 | J.A. Jones Construction (Panama City)               | Ex William P. Duval. Demolita nel 1973. |               |        |  |                      |        |      |             |                          |                                                                              |
| Fort                 | Alcione                            |          | Piroscafo merci         | 6 957           | 1942                                            | 1948 - 1950 | North Vancouver Ship Repairs Ltd. (North Vancouver) | Ex Fort Gibraltar. Venduta alla Marittima Capodorso, demolita nel 1963. |               |        |  |                      |        |      |             |                          |                                                                              |
| Fort                 | Atlanta II                         |          | Piroscafo merci         | 7 133           | 1942                                            | 1948 - 1951 | North Vancouver Ship Repairs Ltd. (North Vancouver) | Ex Fort Simpson. Venduta alla Marittima Capodorso. Demolita nel 1966. |               |        |  |                      |        |      |             |                          |                                                                              |
| Fort                 | Pegaso                             |          | Piroscafo merci         | 7 133           | 1942                                            | 1948 - 1950 | North Vancouver Ship Repairs Ltd. (North Vancouver) | Ex Fort McMurray. Venduta alla Flotta Lauro. Demolita nel 1967. |               |        |  |                      |        |      |             |                          |                                                                              |
| Fort                 | Vega                               |          | Piroscafo merci         | 6 962           | 1942                                            | 1948 - 1950 | Victoria Machinery Depot Co. Ltd. (Victoria)        | Ex Fort Hudson's Hope. Venduta alla Italnavi, demolita nel 1972. |               |        |  |                      |        |      |             |                          |                                                                              |
| Giulio Cesare (II)   | Giulio Cesare (II)                 |          | Motonave passeggeri     | 27 078          | 1949                                            | 1951 - 1973 | Cantieri Riuniti dell'Adriatico (Trieste)           | Demolita nel 1973 a La Spezia. |               |        |  |                      |        |      |             |                          |                                                                              |
| Giulio Cesare (II)   | Augustus (II)                      |          | Motonave passeggeri     | 27 090          | 1950                                            | 1952 - 1976 | Cantieri Riuniti dell'Adriatico (Trieste)           | Demolito ad Alang (India) nel 2012. |               |        |  |                      |        |      |             |                          |                                                                              |
| Andrea Doria         | Andrea Doria                       |          |                         | 29 083          | 1951                                            | 1953 - 1956 | Ansaldo (Sestri Ponente)                            | Speronata dal transatlantico svedese Stockholm e affondata il 26 luglio 1956. |               |        |  |                      |        |      |             |                          |                                                                              |
| Andrea Doria         | Cristoforo Colombo                 |          | 29 191                  | 1953            | 1954 - 1977                                     | Ansaldo (Sestri Ponente)                                                                                                | Demolita nel 1982 a Kaohsiung (Taiwan).             | |               |        |  |                      |        |      |             |                          |                                                                              |
| Elettricisti         | Antonio Pacinotti                  |          | Motonave merci          | 8 086           | 1951                                            | 1956 - 1973 | Ateliers et Chantiers de la Loire (Saint-Nazaire)   | Ex Edouard Branly. Trasferita al Lloyd Triestino, venne demolita nel 1979. |               |        |  |                      |        |      |             |                          |                                                                              |
| Elettricisti         | Alessandro Volta                   |          | Motonave merci          | 8 086           | 1953                                            | 1956 - 1975 | Ateliers et Chantiers de la Loire (Saint-Nazaire)   | Ex Clement Ader. Trasferita al Lloyd Triestino, venne demolita nel 1979. |               |        |  |                      |        |      |             |                          |                                                                              |
| Elettricisti         | Galileo Ferraris                   |          | Motonave merci          | 8 101           | 1953                                            | 1956 - 1977 | Ateliers et Chantiers de la Loire (Saint-Nazaire)   | Ex Henri Poincaré. Trasferita al Lloyd Triestino, venne demolita nel 1979. |               |        |  |                      |        |      |             |                          |                                                                              |
| -                    | Leonardo da Vinci                  |          | Piroscafo passeggeri    | 33 340          | 1958                                            | 1960 - 1977 | Ansaldo (Sestri Ponente)                            | Trasferita alla Italia Crociere Internazionali. Distrutta da un incendio nel 1980 e successivamente demolita nel 1982 a La Spezia. |               |        |  |                      |        |      |             |                          |                                                                              |
| Musicisti            | Rossini                            |          | Motonave mista          | 13 141          | 1951                                            | 1963 - 1977 | Cantieri Riuniti dell'Adriatico (Trieste)           | Ex Neptunia, proveniente dal Lloyd Triestino. Demolita nel 1977. |               |        |  |                      |        |      |             |                          |                                                                              |
| Musicisti            | Donizetti                          |          | Motonave mista          | 13 140          | 1951                                            | 1963 - 1977 | Cantieri Riuniti dell'Adriatico (Trieste)           | Ex Australia, proveniente dal Lloyd Triestino. Demolita nel 1977. |               |        |  |                      |        |      |             |                          |                                                                              |
| Musicisti            | Verdi                              |          | Motonave mista          | 13 139          | 1951                                            | 1963 - 1977 | Cantieri Riuniti dell'Adriatico (Trieste)           | Ex Oceania, proveniente dal Lloyd Triestino. Demolita nel 1977. |               |        |  |                      |        |      |             |                          |                                                                              |
| Michelangelo         | Michelangelo                       |          | Piroscafo passeggeri    | 45 911          | 1962                                            | 1965 - 1977 | Ansaldo (Sestri Ponente)                            | Demolita a Karachi (Pakistan) nel 1991. |               |        |  |                      |        |      |             |                          |                                                                              |
| Michelangelo         | Raffaello                          |          | Piroscafo passeggeri    | 45 933          | 1963                                            | 1965 - 1977 | Cantieri Riuniti dell'Adriatico (Trieste)           | Venduta nel 1976 al governo iraniano e affondata nel 1983 durante la guerra Iran-Iraq. |               |        |  |                      |        |      |             |                          |                                                                              |
| Benledi              | Da Noli                            |          | Motonave merci          | 11 245          | 1965                                            | 1972 - 1980 | Charles Connell & Co. Ltd. (Glasgow)                | Ex Benledi. Venduta a Rea B.Shipping Co., incagliata a Chittagong (Bangladesh) a causa di un ciclone nel 1987 e demolita successivamente in loco. |               |        |  |                      |        |      |             |                          |                                                                              |
| Benledi              | Da Recco                           |          | Motonave merci          | 11 258          | 1966                                            | 1972 - 1979 | Charles Connell & Co. Ltd. (Glasgow)                | Ex Benwyvis. Distrutta da un incendio nel 1979 e successivamente demolita nel 1980 a La Spezia. |               |        |  |                      |        |      |             |                          |                                                                              |
| Benledi              | Da Verrazzano                      |          | Motonave merci          | 11 258          | 1967                                            | 1972 - 1979 | Charles Connell & Co. Ltd. (Glasgow)                | Ex Benalbanach. Venduta a Rea B.Shipping Co. e demolita nel 1988. |               |        |  |                      |        |      |             |                          |                                                                              |
| Nebraska             | D'Azeglio                          |          | Motonave merci          | 4 541           | 1966                                            | 1972 - 1984 | Helsingør Skibsværft og Maskinbyggeri (Helsingør)   | Ex Nebraska. Venduta al Gruppo Grimaldi e demolita nel 1985. |               |        |  |                      |        |      |             |                          |                                                                              |
| Nebraska             | Crispi                             |          | Motonave merci          | 4 541           | 1966                                            | 1972 - 1985 | Helsingør Skibsværft og Maskinbyggeri (Helsingør)   | Ex Wisconsin. Demolita nel 1985. |               |        |  |                      |        |      |             |                          |                                                                              |
| Nebraska             | Mazzini                            |          | Motonave merci          | 4 541           | 1966                                            | 1972 - 1984 | Bergen Mekaniske Verksted (Bergen)                  | Ex Alberta. Demolita nel 1984. |               |        |  |                      |        |      |             |                          |                                                                              |
| Americana            | Americana                          |          | Portacontainer          | 22 245          | 1974                                            | 1974 - 1989 | Italcantieri (Sestri Ponente)                       | Noleggiata e poi venduta a MSC. Demolita nel 1997. |               |        |  |                      |        |      |             |                          |                                                                              |
| Americana            | Italica                            |          | Portacontainer          | 22 245          | 1974                                            | 1975 - 1988 | Italcantieri (Sestri Ponente)                       | Noleggiata e poi venduta a MSC. Demolita nel 1999. |               |        |  |                      |        |      |             |                          |                                                                              |
| Galileo Galilei      | Guglielmo Marconi                  |          | Piroscafo passeggeri    | 27 905          | 1963                                            | 1976 - 1979 | Cantieri Riuniti dell'Adriatico (Trieste)           | Proveniente dal Lloyd Triestino. Trasferita alla Italia Crociere Internazionali. Demolita nel 2002. |               |        |  |                      |        |      |             |                          |                                                                              |
| Steinfels            | Acadia                             |          | Portacontainer          | 13 130          | 1971                                            | 1976 - 1988 | Flender Werke (Lubecca)                             | Ex Atlantica Genova. Venduta a MSC e demolita nel 2009. |               |        |  |                      |        |      |             |                          |                                                                              |
| D'Albertis           | D'Albertis (I)                     |          | Portacontainer          | 19 501          | 1978                                            | 1978 - 1987 | Italcantieri (Sestri Ponente)                       | Venduta a MSC. Demolita nel 2009. |               |        |  |                      |        |      |             |                          |                                                                              |
| D'Albertis           | Da Mosto                           |          | Portacontainer          | 19 501          | 1978                                            | 1979 - 1989 | Italcantieri (Sestri Ponente)                       | Trasferita al Lloyd Triestino. Demolita nel 2009. |               |        |  |                      |        |      |             |                          |                                                                              |
| D'Albertis           | Pancaldo                           |          | Portacontainer          | 19 501          | 1978                                            | 1979 - 1988 | Italcantieri (Sestri Ponente)                       | Trasferita al Lloyd Triestino. Demolita nel 2007. |               |        |  |                      |        |      |             |                          |                                                                              |
| Neptun 421           | Egizia / Orinoco                   |          | Portacontainer          | 9 396           | 1980                                            | 1984 - 1999 | Neptun Werft (Rostock)                              | Ex Merkur Sea. Demolita nel 2013. |               |        |  |                      |        |      |             |                          |                                                                              |
| Troll Park           | D'Albertis (II)                    |          | Portacontainer          | 21 732          | 1971                                            | 1989 - 1992 | 3. Maj (Fiume)                                      | Ex Cielo di Venezia. Venduta nel 1999. Demolita nel 2001. |               |        |  |                      |        |      |             |                          |                                                                              |
| Amerigo Vespucci     | Amerigo Vespucci (II)              |          | Portacontainer          | 32 630          | 1989                                            | 1989 - 1999 | Fincantieri (Marghera)                              | Demolita nel 2012. |               |        |  |                      |        |      |             |                          |                                                                              |
| Amerigo Vespucci     | Cristoforo Colombo (II)            |          | Portacontainer          | 32 630          | 1989                                            | 1989 - 2003 | Fincantieri (Marghera)                              | Demolita nel 2012. |               |        |  |                      |        |      |             |                          |                                                                              |
| -                    | S. Caboto                          |          | Portacontainer          | 15 783          | 1991                                            | 1991 - 2005 | Fincantieri (Castellammare di Stabia)               | Demolita nel 2012. |               |        |  |                      |        |      |             |                          |                                                                              |
| -                    | Aquitania                          |          | Portacontainer          | 13 519          | 1986                                            | 1993 - 2003 | Neptun Werft (Rostock)                              | Ex Binta Yar'Adua. Demolita nel 2010. |               |        |  |                      |        |      |             |                          |                                                                              |
| -                    | California                         |          | Portacontainer          | 17 058          | 1989                                            | 1992 - 2003 | Naikai (Setoda)                                     | Ex Wan Hai 201. Demolita nel 2012. |               |        |  |                      |        |      |             |                          |                                                                              |